# Emanuel Faltis
Emanuel Maria Faltis (* 28. Mai 1847 in Lanžov, Böhmen; † 14. August 1900 in Breslau) war ein böhmischer Kapellmeister, Dirigent und Komponist.

## Leben
Der Sohn des Lanžover Pfarrschullehrers Augustin Faltis besuchte zunächst das Stiftsgymnasium Braunau. Danach setzte er seine schulische Ausbildung an einem Prager Gymnasium fort, wo er maturierte. Anschließend studierte Faltis ab 1866 an der Prager Orgelschule und wurde danach Mitglied des deutschen Orchesters am Königlichen Landestheater in Prag.
Recht bald verließ er Böhmen und wirkte als Dirigent an Opernhäusern in Ulm, Riga, Lübeck, Kiel, Stettin, Berlin, Basel und Bremen. 14 Jahre war Faltis in Coburg als Hofkapellmeister tätig. Im Jahre 1897 erblindete er. Während eines Aufenthaltes in Breslau verstarb Faltis an einem Schlaganfall. Seine letzte Ruhestätte fand er in der Familiengrabstätte auf dem Friedhof von Lanžov.
Sein kompositorisches Werk umfasst u. a. zwei Sinfonien, vier Instrumentalmessen, acht Choralmessen, ein Streichquartett sowie vier Orchestralouvertüren.